# Chanathip Songkrasin
Chanathip Songkrasin (thailändisch ชนาธิป สรงกระสินธ์, * 5. Oktober 1993 in Sam Phran), auch als Jay (thailändisch เจ) bekannt, ist ein thailändischer Fußballspieler.

## Karriere

### Verein
Chanathip Songkrasin erlernte das Fußballspielen bei der Schulmannschaft der Sam Phran Wittaya School, des Rajdamnern Commercial College sowie der Jugendmannschaft des Erstligisten BEC-Tero Sasana FC, bei dem er 2012 auch seinen ersten Profivertrag unterschrieb. 2014 gewann er mit BEC den Thai League Cup. Anfang 2016 wurde er an den Ligakonkurrenten Muangthong United nach Pak Kret ausgeliehen. Nach der Ausleihe wurde er Mitte 2016 fest von Muangthong unter Vertrag genommen. Am Ende der Saison feierte er mit Muangthong die Meisterschaft sowie den Gewinn des Thai League Cup. 2017 gewann er mit SCG den Thailand Champions Cup. Im Juli 2017 wechselte er auf Leihbasis zum japanischen Erstligisten Hokkaido Consadole Sapporo. Nach Ende der Ausleihe wurde er von dem Verein aus Sapporo 2019 fest unter Vertrag genommen. Nach insgesamt 115 Ligaspielen für Sapporo wechselte er im Januar 2022 zum Ligakonkurrenten Kawasaki Frontale. Für den Erstligisten aus Kawasaki (Kanagawa)Kawasaki bestritt er 18 Spiele in der ersten Liga. Im Sommer 2023 kehrte er nach Thailand zurück, wo er einen Vertrag beim Erstligisten BG Pathum United FC unterschrieb. Am 16. Juni 2024 stand er mit BG im Finale des Thai League Cup. Hier gewann man durch ein Tor von Teerasil Dangda gegen Muangthong United mit 1:0.

### Nationalmannschaft
Von 2011 bis 2012 spielte Chanathip Songkrasin achtmal in der thailändischen U-19-Nationalmannschaft. 30 Mal trug er das Trikot der U-23-Nationalmannschaft. Seit 2012 ist er auch fester Bestandteil der thailändischen A-Nationalmannschaft. Sein Debüt gab er am 30. November 2012 in einem Freundschaftsspiel gegen Vietnam. Mit der Auswahl gewann er 2014, 2016 und 2021 die Südostasienmeisterschaft und er wurde in allen Turnieren zum wertvollsten Spieler gewählt. Im Oktober 2024 nahm er mit der Mannschaft am King’s Cup 2024 teil. Im Endspiel am 14. Oktober 2024 im Tinsulanon Stadium in Songkhla besiegte man das Team aus Syrien mit 2:1.

## Erfolge

### Verein
BEC Tero Sasana
- Thailändischer Ligapokalsieger: 2014

Muangthong United
- Thailändischer Meister: 2016
- Thailändischer Ligapokalsieger: 2016
- Thailändischer Supercup-Sieger: 2017

Kawasaki Frontale
- Japanischer Vizemeister: 2022

BG Pathum United FC
- Thailändischer Ligapokalsieger: 2023/24

### Nationalmannschaft
Thailand
- Südostasienmeisterschaft: 2014, 2016, 2021
- King’s Cup: 2016, 2024

Thailand U-23
- Sea Games: 2013, 2015

## Auszeichnungen
2012 – Thai Premier League – Nachwuchsspieler des Jahres
2014, 2016, 2021 – Südostasienmeisterschaft – Wertvollster Spieler
2016 – Thai Premier League – Spieler des Jahres
2018 – Hokkaido Consadole Sapporo – Wertvollster Spieler
2018 – J. League Best XI
2018 – Sapporo Dome – Wertvollster Spieler
2017 – FA Thailand Award – President Award
2018 – FA Thailand Award – Spieler des Jahres
2021 – Südostasienmeisterschaft – Wertvollster Spieler
2021 – Südostasienmeisterschaft – Torschützenkönig